# سکمان
سکمان (انگلیسی: Sökmen; unknown – 1104)، یکی از حکام اورشلیم و بیگ‌های آل ارتق بود که در قرن ۱۲ میلادی می‌زیست. وی به همراه جکرمش، اتابک موصل، توانست نیروهای صلیبی را در نبرد حران (۱۱۰۴) شکست دهد.